# دروازه‌بانی (ارتباطات)
دروازه‌بانی (انگلیسی: Gatekeeping) فرایندی است که از طریق آن اطلاعات برای انتشار، چه برای انتشار، پخش، اینترنت یا روش ارتباطی دیگر، فیلتر می‌شود. دنیای آکادمیک در مورد دروازه‌بانی بر اساس رشته‌های مختلف تحصیلی، از جمله مطالعات ارتباطات، روزنامه‌نگاری، علوم سیاسی و جامعه‌شناسی بنیان نهاده شده‌است.
این تئوری بر اساس رسانه‌های دسته‌جمعی (Mass media) که شامل ارتباط یک-به-جمع بنانهاده شده بود اما اکنون دروازه‌بان همچنین به ارتباطات رو در رو (فرد به فرد) و جمع به جمع نیز می‌پردازد. این نظریه اولین بار توسط روانشناس اجتماعی کورت لوین در سال ۱۹۴۳ پایه‌گذاری شد.
نگهداری از دروازه در تمام سطوح ساختار رسانه وجود دارد - از یک خبرنگار که تصمیم می‌گیرد کدام منابع را برای قرار دادن در یک داستان انتخاب کند تا سردبیرانی که تصمیم می‌گیرند کدام داستان چاپ یا پوشش داده شود، و صاحبان رسانه و حتی تبلیغ کنندگان را نیز شامل می‌شود.

## تعریف
دروازه‌بانی فرایندی است که توسط آن اطلاعات توسط رسانه‌ها برای عموم فیلتر می‌شود. به گفته پاملا شومیکر و تیم ووس، دروازه‌بانی "فرایند جمع آوری و ساختن تعداد بی شماری از اطلاعات در تعداد محدودی از پیام‌هایی است که هر روز به دست مردم می‌رسد، و این مرکز نقش رسانه‌ها در زندگی عمومی مدرن است. [. . .] این فرایند نه تنها تعیین می‌کند که چه اطلاعاتی انتخاب شود، بلکه محتوا و ماهیت پیام‌ها مانند اخبار را نیز تعیین کند. "